# Haagse Sociale Academie
De Haagse Sociale Academie was een Nederlandse opleiding voor hoger beroepsonderwijs in de maatschappelijke sector.
In 1957 werd door vertegenwoordigers van een aantal samenwerkende protestantse kerken in Den Haag de Oecumenische School voor Maatschappelijk Werk opgericht. Aanvankelijk richtte de opleiding zich op de beroepsmatige vorming van maatschappelijk werkers. Later vond er een verbreding plaats naar andere werkvormen, zoals het cultureel werk en het opbouwwerk. De naam werd in 1960 gewijzigd in Haagse Sociale Academie (HSA). Deze sociale academie kende studierichtingen als maatschappelijk werk, cultureel werk, personeelswerk en inrichtingswerk. Theoretische inzichten uit de Verenigde Staten, onder meer het social casework, het social groupwork en de community organisation, werden vertaald naar de Nederlandse situatie.
De Academie werd in 1957 geopend door de toenmalige burgemeester Kolfschoten van Den Haag, die in zijn openingswoorden wees op de nieuwe wetenschappelijke inzichten over het maatschappelijk werk. De nieuw opgerichte academie was gehuisvest in de Tweede Sweelinckstraat. De eerste directeur was ds. P. Roest. Samen met een van de oprichters, de econoom Harry de Lange, schreef hij in 1960 Het sociale denken in de oecumene: Plaats en taak van de Haagse Sociale Academie. In 1965 werd de nieuwbouw aan de Saffierhorst in de wijk Mariahoeve betrokken. De academie kende naast volledige dagopleidingen, ook zogenaamde urgentieopleidingen, later parttimeopleidingen of deeltijdopleidingen genoemd. Deze laatste vorm van onderwijs bood niet gekwalificeerde werknemers in de sociale sector de mogelijkheid om alsnog een beroepskwalificatie te behalen.
In 1987 fuseerde de Haagse Sociale Academie met de andere sociale academie in Den Haag, de Katholieke Sociale Academie. Tegelijkertijd ging de gefuseerde organisatie op in de sector Gezondheidszorg, Gedrag en Maatschappij van de nieuw gevormde Haagse Hogeschool. In 2002 worden dit twee afdelingen binnen de hogeschool, de afdeling Culturele Maatschappelijke Vorming (CMV)/Maatschappelijk Werk en Dienstverlening (MWD) en de afdeling Sociaal Pedagogische Hulpverlening (SPH). Sinds 2005 zijn deze maatschappelijke opleidingen ondergebracht in de Academie voor Sociale Professies van de Haagse Hogeschool.